# Lancgambiet
Het Lancgambiet is in het schaken een openingsvariant in het Middengambiet die is ingedeeld onder de schaakopening Koningspion. Het is ingedeeld bij de open spelen.
Het gambiet begint met de zetten: 1.e4 e5 2.d4 ed 3.Pf3.
Eco-code C 21.